# Heidelberger Frühling
 (novembre 2023).
 (novembre 2023).
La mise en forme du texte ne suit pas les recommandations de Wikipédia : il faut le « wikifier ».
Les points d'amélioration suivants sont les cas les plus fréquents. Le détail des points à revoir est peut-être précisé sur la page de discussion.
- Les titres sont pré-formatés par le logiciel. Ils ne sont ni en capitales, ni en gras.
- Le texte ne doit pas être écrit en capitales (les noms de famille non plus), ni en gras, ni en italique, ni en « petit »…
- Le gras n'est utilisé que pour surligner le titre de l'article dans l'introduction, une seule fois.
- L'italique est rarement utilisé : mots en langue étrangère, titres d'œuvres, noms de bateaux, etc.
- Les citations ne sont pas en italique mais en corps de texte normal. Elles sont entourées par des guillemets français : « et ».
- Les listes à puces sont à éviter, des paragraphes rédigés étant largement préférés. Les tableaux sont à réserver à la présentation de données structurées (résultats, etc.).
- Les appels de note de bas de page (petits chiffres en exposant, introduits par l'outil «  Source ») sont à placer entre la fin de phrase et le point final[comme ça].
- Les liens internes (vers d'autres articles de Wikipédia) sont à choisir avec parcimonie. Créez des liens vers des articles approfondissant le sujet. Les termes génériques sans rapport avec le sujet sont à éviter, ainsi que les répétitions de liens vers un même terme.
- Les liens externes sont à placer uniquement dans une section « Liens externes », à la fin de l'article. Ces liens sont à choisir avec parcimonie suivant les règles définies. Si un lien sert de source à l'article, son insertion dans le texte est à faire par les notes de bas de page.
- La présentation des références doit suivre les conventions bibliographiques. Il est recommandé d'utiliser les modèles {{Ouvrage}}, {{Chapitre}}, {{Article}}, {{Lien web}} et/ou {{Bibliographie}}. Le mode d'édition visuel peut mettre en forme automatiquement les références.
- Insérer une infobox (cadre d'informations à droite) n'est pas obligatoire pour parachever la mise en page.

Pour une aide détaillée, merci de consulter Aide:Wikification.
Si vous pensez que ces points ont été résolus, vous pouvez retirer ce bandeau et améliorer la mise en forme d'un autre article.
Le Heidelberger Frühling est un festival de musique classique fondé en 1997 qui est devenu une institution culturelle active toute l'année, qui conçoit et organise des festivals, des séries de concerts et des conférences avec des interprètes, des ensembles, des orchestres et des conférenciers de renommée internationale, ainsi que des programmes de promotion pour les jeunes artistes. Au total, plus de 120 manifestations par an attirent environ 47 700 visiteurs (2019). Le directeur général est Thorsten Schmidt depuis 1997.
Le Heidelberger Frühling fait partie de la région du festival Rhein-Neckar.

## Histoire
Le premier Heidelberger Frühling a eu lieu en 1996. Après les deux premières années passées au sein de l'orchestre philharmonique de Heidelberg sous la direction de son directeur musical général Thomas Kalb, le festival de musique est devenu autonome sous la direction de son directeur exécutif Thorsten Schmidt.                                                     En mars 2006, la société Heidelberger Frühling gGmbH a été créée. En 2010, la fondation Stiftung Heidelberger Frühling a été créée (depuis 2021, Musikstiftung Heidelberg) et en 2021, l'association Freundeskreis Heidelberger Frühling e.V. a fêté ses 20 ans d'existence. Les éditions 2020 et 2021 du festival ont dû être annulées en raison de la pandémie de COVID-19. 
En 2022, le festival a fêté son 25e anniversaire,.
De 2022 à 2023, le pianiste Igor Levit est co-directeur artistique du Heidelberger Frühling Musikfestival, aux côtés du directeur artistique Thorsten Schmidt.

## Évènements

### Heidelberger Frühling Musikfestival
Depuis 1997, une centaine de concerts et d'événements ont lieu chaque année dans le cadre du festival de musique classique Heidelberger Frühling Musikfestival en mars et en avril pendant quatre semaines, avec les grands noms internationaux de la musique classique ainsi que des artistes de la nouvelle génération. Ces événements sont marqués par une réflexion discursive sur la musique à travers des programmes, des formats et des projets innovants et singuliers. Chaque édition du festival est placée sous un thème directeur, par exemple : « Dialoge » (2005), « Das Eigene und das Fremde » (2007), « Ach Europa » (2010), « Freiheit wagen » (2015), « Wie wollen wir leben? » (2019), « FESTspiel » (2022) ou « ZUSAMMEN » (2023).
En 2022, le festival a fêté son 25e anniversaire après deux éditions annulées pour cause de pandémie. Cette année-là, le programme « re:start » a en outre été mis en place avec des concerts à entrée libre dans toute la ville de Heidelberg, touchant plus de 10 000 personnes.
Le 20 avril 2022, dans le cadre du festival, le 2e concerto pour piano du compositeur américain William Bolcom a été créé par Igor Levit et le Mahler Chamber Orchestra sous la direction d'Elim Chan dans l'aula de la Neue Universität Heidelberg. La commande de composition du Heidelberger Frühling a été soutenue par Dietrich Götze.
En 2024, le Heidelberger Frühling Musikfestival aura lieu du 15 mars au 13 avril sous la devise « Brahms! » et sera principalement consacré à l'œuvre de musique de chambre et à l'œuvre pour piano solo de Johannes Brahms. La priorité accordée au compositeur sera le fil rouge de toute la saison 2023-2024 du Heidelberger Frühling.

### Heidelberger Frühling Streichquartettfest
Depuis 2012, le festival de quatuor à cordes Heidelberger Frühling Streichquartettfest se déroule sur quatre jours à la fin du mois de janvier. Il est considéré comme le premier de son genre à se consacrer uniquement au quatuor à cordes. Depuis 2005, il s'est établi dans le cadre du festival de musique Heidelberger Frühling Musikfestival. Chaque année, quatre à six quatuors à cordes sont invités, des quatuors établis rencontrant de jeunes nouveaux venus. Le Streichquartettfest se déroule à l'Alte Pädagogische Hochschule de Heidelberg. Tous les deux ans, le concours de quatuors à cordes de la fondation Irene Steels-Wilsing Stiftung est organisé au début du festival.
En 2024, le Streichquartettfest, qui se déroulera du 18 au 21 janvier, sonnera le glas de la priorité accordée à Johannes Brahms tout au long de l'année par le Heidelberger Frühling.

### Heidelberger Frühling Liedfestival
En juin 2022, le Liedfestival a fêté sa première édition autour du genre lied. Après une deuxième édition couronnée de succès en juin 2023, le prochain Liedfestival aura lieu du 8 au 16 juin 2024 et son programme s'intéressera également au compositeur Johannes Brahms.

### Heidelberger Frühling Wettbewerb "Das Lied" (Concours)
Le concours « Das Lied » a été créé en 2009 par Thomas Quasthoff et s'est imposé en très peu de temps comme l'un des concours de chant les plus importants au monde. Son objectif est de promouvoir les grands chanteurs de lied de la jeune génération. Il offre également au public, aux organisateurs, aux festivals et aux agences, la possibilité de découvrir les voix de demain. Outre des prix d'une valeur de 40 000 euros, les lauréats se voient offrir des concerts dans des salles de renommée internationale. Auparavant basé à Berlin, le concours est organisé depuis 2017 par le Heidelberger Frühling.
L'édition 2023 a été remportée par le ténor anglais Laurence Kilsby, 24 ans, et le ténor sud-coréen Tae Hwan Yun, 33 ans.

### Heidelberger Frühling Kammermusik Plus
Depuis 2018, le Heidelberger Frühling organise la série d'abonnements « Kammermusik Plus », qui dure toute l'année et propose neuf concerts avec différentes formations de musique de chambre de septembre à juin. Elle est issue de la série de concerts de l'association Gesellschaft der Musik- und Kunstfreunde Heidelberg, fondée en 1945 et dissoute en 2018. Les concerts ont lieu dans l'aula de l'Alte Universität Heidelberg.

### Heidelberger Frühling Musikkonferenz
Depuis 2013, le Heidelberger Frühling organise une conférence professionnelle de deux jours pour le secteur des concerts et des festivals.
La Musikkonferenz est consacrée à un thème différent à chaque édition :
- 2013 : « Festivals 3.0 – eine Möglichkeit Zukunft zu gestalten? », où Gerard Mortier a prononcé la keynote d'ouverture.
- 2014 : « Neues schaffen statt Copy & Paste », avec notamment l'architecte et musicien de formation Daniel Libeskind.
- 2015 : « Die Kunst ist frei – aber wie lange noch? ».
- 2018 : « Der Kult des Besonderen – Wie eine Gesellschaft im Wandel das Verhältnis von Musikbetrieb und Publikum revolutioniert ».
- 2020 (hybride) : « Was jetzt?! Auf der Suche nach der Relevanz von morgen » avec, entre autres, Folkert Uhde, Holger Noltze ou John Sloboda[10].

## Akademie
En 2011, l'académie du festival (Festivalakademie) a été créée en tant que centre créatif du Heidelberger Frühling. Elle comprenait quatre domaines : lied (directeur artistique : Thomas Hampson), musique de chambre (directeur artistique : Igor Levit), composition (succession de l'Atelier de Heidelberg, directeur artistique : Matthias Pintscher) et journalisme musical (directrice artistique : Eleonore Büning). Les mentors des années précédentes de l'académie étaient Barbara Bonney, Ian Bostridge, Brigitte Fassbaender, Graham Johnson, Thomas Quasthoff, Wolfram Rieger, Veronika Eberle, Ning Feng, Matan Porat, Thorleif Thedéen, Frederic Rzewski, Manuel Brug et Sophie Diesselhorst. S'y sont ajoutés de nombreux intervenants spécialisés dans les disciplines des sciences humaines.
Sous la direction artistique de Thomas Hampson, qui est étroitement lié à Heidelberg et au Heidelberger Frühling depuis la « Semaine Wunderhorn » de 2006, la Liedakademie s'est entre-temps développée en un programme de promotion pour jeunes chanteurs et pianistes qui dure toute l'année. Le partenaire de coopération est la salle Pierre Boulez de Berlin, dont la semaine Schubert est organisée chaque année en janvier par Thomas Hampson avec des boursiers de la Liedakademie.

## Focus sur lied
Heidelberg est considérée comme la ville du lied, notamment grâce au recueil de chansons Des Knaben Wunderhorn, de Clemens Brentano et Achim von Arnim. C'est pourquoi le Heidelberger Frühling s'est donné pour mission de rendre le genre du Kunstlieder à nouveau accessible à un plus large public. La création du Heidelberger Frühling Liedzentrum en février 2016 regroupe ces activités.
Ainsi, presque tous les grands interprètes de lied ont déjà été entendus dans la ville du Neckar par le passé, notamment Annette Dasch, Jonas Kaufmann, Christine Schäfer, Christian Gerhaher, Christoph Prégardien, Thomas Hampson et bien d'autres.
Parmi les projets du Liedzentrum figure l'un des plus prestigieux concours de chant lyrique – le concours « Das Lied » de Thomas Quasthoff, organisé tous les deux ans depuis 2009 et qui, depuis 2017, se déroule à Heidelberg sous le nom de Heidelberger Frühling Wettbewerb « Das Lied ».
En 2021, le projet numérique « Lied Me! » a été publié avec neuf courts métrages réalisés pendant le confinement de la pandémie COVID-19 en 2020. Le film a été réalisé par Thomas Grube.

## Médiation musicale par les jeunes pour les jeunes
Depuis 2008, sous le nom de « Classic Scouts », des jeunes âgés de 14 à 18 ans familiarisent des jeunes du même âge avec la musique classique et participent à l'organisation du Heidelberger Frühling. En octobre 2015, les « Classic Scouts » ont été récompensés par le prix ECHO Klassik dans la catégorie promotion des jeunes talents.

## Prix de la musique du Heidelberger Frühling (Musikpreis)
Le prix de la musique du Heidelberger Frühling existe depuis 2013. Il est doté de 10 000 euros, offerts par le partenaire fondateur du Heidelberger Frühling HeidelbergCement. Il est décerné à des acteurs culturels ou des journalistes culturels qui s'engagent de manière substantielle et durable pour la transmission de la musique classique.
Les lauréats précédents sont :
- 2013 : le clarinettiste, compositeur et chef d'orchestre Jörg Widmann
- 2014 : la journaliste musicale Eleonore Büning
- 2015 : le pianiste et manager culturel autrichien Markus Hinterhäuser
- 2016 : le baryton Christian Gerhaher
- 2017 : l'hôtelier et directeur de festival Klaus Lauer (Römerbad-Musiktage, Badenweiler Musiktage).
- 2018 : le pianiste Gabriela Montero
- 2019 : John Gilhooly (directeur du Wigmore Hall)
- 2020-2021 : le baryton Thomas Hampson[12]
- 2023 : le batteur Martin Grubinger[13]

## Lieux
Le lieu principal des manifestations du Heidelberger Frühling est la Kongresshaus Stadthalle Heidelberg, datant de l'époque des fondateurs, qui est actuellement en cours de rénovation. D'autres lieux sont entre autres l'Aula de la Nouvelle Université de Heidelberg, l'Aula de l'Ancienne Université de Heidelberg, l'Ancienne Haute École Pédagogique de Heidelberg ou le Dezernat 16. Par le passé, l'atrium du centre de recherche et de développement de la société Heidelberger Druckmaschinen AG, l'Operon Auditorium Laboratoire européen de biologie moléculaire, le Studio Villa Bosch, le restaurant Stadtgarten, le Gesellschaftshaus BASF SE Ludwigshafen et le fournil de la boulangerie Mantei ont servi de lieux de concert inhabituels pour le festival.

## Financement
La ville de Heidelberg est actionnaire de la société Heidelberger Frühling gGmbH et fournit, avec le Land de Bade-Wurtemberg, environ 25 % du budget, par le biais d'une subvention annuelle. Les 75 % restants sont générés par les recettes propres du Heidelberger Frühling (principalement les recettes de la vente de billets), la collecte de fonds et le sponsoring.
L'élément essentiel de la collecte de fonds est le Freundeskreis des Heidelberger Frühlings e. V. (association des amis), qui existe depuis 2001 et qui regroupe plus de 1 000 entreprises et personnes privées, afin de soutenir le festival de la part de l'économie et de la population de Heidelberg.
Les principaux sponsors du festival de musique Heidelberger Frühling sont Heidelberg Materials (partenaire fondateur), MLP AG, Octapharma et SAP SE.